# Памятник Василу Левскому (Ловеч)
Памятник Василу Левскому в Ловече — памятник одному из организаторов борьбы за независимость Болгарии, установленный на городе Ловеч Ловечской области. Входил в перечень «100 туристических объектов Болгарии».

## История
Решение о создании памятника было принято 25 апреля 1959 года, был объявлен конкурс на лучший вариант памятника.
В 1960 году создание памятника было получено коллективу скульпторов (Георги Гергов, Илия Илиев, Иван Кесяков, Димитр Димитров) и архитекторов (Александр Доросиев и Душко Романов), которые представили эскиз 9-метровой литой металлической ростовой фигуры на 5-метровом гранитном постаменте.
В 1964 году строительство памятника было завершено и 27 мая 1964 года состоялось его открытие, проходившее в торжественной обстановке.